# Yeongdeungpo-gu
Yeongdeungpo-gu (Hangul: 영등포구; Hanja: 永登浦區; Hán Việt: Vĩnh Đăng Phố khu) là một quận (gu) của thủ đô Seoul, Hàn Quốc. Quận này có diện tích 24,54 km2. Quận được chia ra thành 22 phường (dong) hành chính. 
Tòa nhà Quốc hội (Hàn Quốc) nằm tại Yeouido-dong, ở Yeongdeungpo Gu.

## Đơn vị hành chính
Yeongdeungpo Gu được chia ra thành các "dong".
- Dangsan-dong (Hangul: 당산동; Hanja: 堂山洞 Đường Sơn động) (lại được chia ra Dangsan 1 và 2 Dong)
- Daerim-dong (Hangul: 대림동; Hanja: 大林洞 Đại Lâm động) (lại được chia ra Daerim 1, 2, và 3 Dong)
- Dorim-dong (Hangul: 도림동; Hanja: 道林洞 Đạo Lâm động) (lại được chia ra Dorim 1 và 2 Dong)
- Mullae-dong (Hangul: 문래동; Hanja: 文來洞 Văn Lai động) (lại được chia ra Mullae 1 và 2 Dong)
- Singil-dong (Hangul: 신길동; Hanja: 新吉洞 Tân Cát động) (lại được chia ra Singil 1 to 7 Dong)
- Yangpyeong-dong (Hangul: 양평동; Hanja: 楊坪洞 Dương Dình động) (lại được chia ra Yangpyeong 1 và 2 Dong)
  - Yanghwa-dong (Hangeul: 양화동; Hanja: 楊花洞 Dương Hoa động)
- Yeongdeungpo-dong (Hangul: 영등포동; Hanja: 永登浦洞 Vĩnh Đăng Phổ động) (lại được chia ra Yeongdeungpo-dong và Yeongdeungpobon-dong (Hangul: 영등포본동; Hanja: 永登浦本洞 Vĩnh Đăng Phổ Bản động))
- Yeouido-dong (Hangul: 여의도동; Hanja: 汝矣島洞 Nhữ Hỹ Đảo khu)

## Vận chuyển

### Đường sắt
Korail
- Tàu điện ngầm vùng thủ đô Seoul tuyến số 1
(Dongjak-gu) ← Daebang — Singil — Yeongdeungpo → (Guro-gu)

Seoul Metro
- Tàu điện ngầm Seoul tuyến số 2 tuyến vòng Euljiro
(Guro-gu) ← Mullae — Văn phòng Yeongdeungpo-gu — Dangsan → (Mapo-gu)
- Tàu điện ngầm vùng thủ đô Seoul tuyến số 5
(Yangcheon-gu) ← Yangpyeong — Văn phòng Yeongdeungpo-gu — Chợ Yeongdeungpo — Singil — Yeouido — Yeouinaru → (Mapo-gu)
- Tàu điện ngầm Seoul tuyến số 7
(Dongjak-gu) ← Boramae — Sinpung — Daerim → (Guro-gu)

Seoul Metro Line 9 Corporation
- Tàu điện ngầm Seoul tuyến số 9
(Yangcheon-gu) ← Seonyudo — Dangsan — Quốc hội — Yeouido — Saetgang → (Dongjak-gu)

## Các đơn vị kết nghĩa
- Cheongyang, Hàn Quốc
- Đức Châu, Trung Quốc
- Goseong, Hàn Quốc
- Kishiwada, Nhật Bản
- Môn Đầu Câu, Trung Quốc
- Yeongam, Hàn Quốc